# Worm Whomper
Worm Whomper est un jeu vidéo développé par Cheshire Engineering, édité par Activision, sorti en 1983 sur la console Intellivision,.

## Système de jeu
Dans ce shoot 'em up fixe, le joueur incarne Felton Pinkerton, un fermier qui doit défendre son champ contre des hordes de nuisibles (vers, limaces, insectes, escargots...). Le jeu est ainsi similaire à Centipede, mais dans le sens horizontal, les créatures arrivant par le côté droit de l'écran, et rappelle Missile Command, dans la mesure où le joueur doit se concentrer sur la protection d'un maximum de pieds de maïs. Après chaque vague, le champ de maïs est reconstitué et l'action recommence avec une difficulté augmentée, les ennemis étant plus rapides et plus nombreux.

## Développement
La programmation est assurée par Tom Loughry, ancien de APh Technological Consulting où il avait déjà participé à la réalisation de plusieurs jeux Intellivision.
L'illustration de la boîte du jeu, montrant un couple de fermiers submergés par des insectes cartoonesques, est une parodie de l'œuvre de Grant Wood, American Gothic.

## Accueil
Bill Kunkel ne tarit pas d'éloges dans Electronic Games, qualifiant le jeu de « véritable plaisir à jouer », « étonnament charmant », « visuellement adorable », aux « graphismes merveilleusement délimités » et ironisant sur le fait qu'on prétendait, à tort, que ce genre de jeu d'action-arcade très rapide ne pouvait pas être programmé sur l'Intellivision.
En 1994, Joe Santulli insiste aussi sur la prouesse pour l'époque d'afficher rapidement des centaines de sprites à l'écran, sans scintillement ni ralentissement de l'Intellivision, faisant de Worm Womper « l'un de ces jeux qui ne vieillissent jamais ».